# FIFA FIFPro World11
Le FIFA FIFPro World11 est une sélection annuelle des meilleurs joueurs de football organisée par la Fédération internationale de football association (FIFA) et la Fédération Internationale des Associations de Footballeurs Professionnels (FIFPro).
Cette équipe-type est désignée à partir de 2005 par les joueurs de football professionnels membres du syndicat de joueurs de la FIFPro (plus de 50 000 membres).
Depuis 2009, cette équipe-type est sélectionnée par la FIFA et la FIFPro.

## Palmarès
Chaque année, plus de 60 000 professionnels issus des 42 organisations qui constituent la FIFPro sont invités à voter pour les joueurs qui selon eux ont été les meilleurs de la saison.

### Palmarès Masculin du FIFPro World XI (2005–2008)
| Année | Gardien de but               | Défenseurs | Milieux de terrain                                                                                           | Attaquants                                                                                       |
| ----- | ---------------------------- | --- | --- | ------------------------------------------------------------------------------------------------ |
| 2005  | Dida ( AC Milan)             | Paolo Maldini ( AC Milan) Alessandro Nesta ( AC Milan) John Terry ( Chelsea) Cafu ( AC Milan)                     | Ronaldinho ( FC Barcelone) Claude Makélélé ( Chelsea) Frank Lampard (Chelsea) Zinédine Zidane ( Real Madrid) | Samuel Eto'o ( FC Barcelone) Andriy Shevchenko ( AC Milan)                                       |
| 2006  | Gianluigi Buffon ( Juventus) | Lilian Thuram ( Juventus) John Terry ( Chelsea) Fabio Cannavaro ( Juventus) Gianluca Zambrotta (Juventus)         | Andrea Pirlo ( AC Milan) Kaká ( AC Milan) Zinédine Zidane ( Real Madrid)                                     | Samuel Eto'o ( FC Barcelone) Thierry Henry ( Arsenal) Ronaldinho ( FC Barcelone)                 |
| 2007  | Gianluigi Buffon ( Juventus) | Carles Puyol ( FC Barcelone) John Terry ( Chelsea) Fabio Cannavaro ( Real Madrid) Alessandro Nesta ( AC Milan)    | Cristiano Ronaldo ( Manchester United) Kaká ( AC Milan) Steven Gerrard ( Liverpool)                          | Lionel Messi ( FC Barcelone) Didier Drogba ( Chelsea) Ronaldinho ( FC Barcelone)                 |
| 2008  | Iker Casillas ( Real Madrid) | Carles Puyol ( FC Barcelone) John Terry ( Chelsea) Rio Ferdinand ( Manchester United) Sergio Ramos ( Real Madrid) | Xavi Hernández ( FC Barcelone) Steven Gerrard ( Liverpool) Kaká ( AC Milan)                                  | Cristiano Ronaldo ( Manchester United) Fernando Torres ( Liverpool) Lionel Messi ( FC Barcelone) |

### Palmarès Masculin du FIFA FIFPro World11 (depuis 2009)
| Année | Gardien de but                              | Défenseurs | Milieux de terrain | Attaquants |
| ----- | ------------------------------------------- | --- | --- | --- |
| 2009  | Iker Casillas ( Real Madrid)                | Patrice Évra ( Manchester United) John Terry ( Chelsea) Nemanja Vidić ( Manchester United) Daniel Alves ( FC Barcelone)            | Steven Gerrard ( Liverpool) Xavi Hernández ( FC Barcelone) Andrés Iniesta ( FC Barcelone)                                  | Cristiano Ronaldo ( Manchester United) Fernando Torres ( Liverpool) Lionel Messi ( FC Barcelone)                                                   |
| 2010  | Iker Casillas ( Real Madrid)                | Carles Puyol ( FC Barcelone) Lúcio ( Inter Milan) Gerard Piqué ( FC Barcelone) Maicon Douglas ( Inter Milan)                       | Wesley Sneijder ( Inter Milan) Xavi Hernández ( FC Barcelone) Andrés Iniesta ( FC Barcelone)                               | Cristiano Ronaldo ( Real Madrid) David Villa ( FC Barcelone) Lionel Messi ( FC Barcelone)                                                          |
| 2011  | Iker Casillas ( Real Madrid)                | Daniel Alves ( FC Barcelone) Nemanja Vidić ( Manchester United) Gerard Piqué ( FC Barcelone) Sergio Ramos ( Real Madrid)           | Xabi Alonso ( Real Madrid) Xavi Hernández ( FC Barcelone) Andrés Iniesta ( FC Barcelone)                                   | Cristiano Ronaldo ( Real Madrid) Wayne Rooney ( Manchester United) Lionel Messi ( FC Barcelone)                                                    |
| 2012  | Iker Casillas ( Real Madrid)                | Daniel Alves ( FC Barcelone) Sergio Ramos ( Real Madrid) Gerard Piqué ( FC Barcelone) Marcelo ( Real Madrid)                       | Xabi Alonso ( Real Madrid) Xavi Hernández ( FC Barcelone) Andrés Iniesta ( FC Barcelone)                                   | Cristiano Ronaldo ( Real Madrid) Radamel Falcao ( Atlético Madrid) Lionel Messi ( FC Barcelone)                                                    |
| 2013  | Manuel Neuer ( Bayern Munich)               | Daniel Alves ( FC Barcelone) Thiago Silva ( Paris Saint-Germain) Sergio Ramos ( Real Madrid) Philipp Lahm ( Bayern Munich)         | Franck Ribéry ( Bayern Munich) Xavi Hernández ( FC Barcelone) Andrés Iniesta ( FC Barcelone)                               | Lionel Messi ( FC Barcelone) Zlatan Ibrahimović ( Paris Saint-Germain) Cristiano Ronaldo ( Real Madrid)                                            |
| 2014  | Manuel Neuer ( Bayern Munich)               | Philipp Lahm ( Bayern Munich) Sergio Ramos ( Real Madrid) Thiago Silva ( Paris Saint-Germain) David Luiz ( Paris Saint-Germain)    | Andrés Iniesta ( FC Barcelone) Toni Kroos ( Bayern Munich / Real Madrid) Ángel Di María ( Real Madrid / Manchester United) | Arjen Robben ( Bayern Munich) Lionel Messi ( FC Barcelone) Cristiano Ronaldo ( Real Madrid)                                                        |
| 2015  | Manuel Neuer ( Bayern Munich)               | Daniel Alves ( FC Barcelone) Sergio Ramos ( Real Madrid) Thiago Silva ( Paris Saint-Germain) Marcelo ( Real Madrid)                | Paul Pogba ( Juventus) Luka Modrić ( Real Madrid) Andrés Iniesta ( FC Barcelone)                                           | Neymar ( FC Barcelone) Lionel Messi ( FC Barcelone) Cristiano Ronaldo ( Real Madrid)                                                               |
| 2016  | Manuel Neuer ( Bayern Munich)               | Daniel Alves ( Juventus) Sergio Ramos ( Real Madrid) Gerard Piqué ( FC Barcelone) Marcelo ( Real Madrid)                           | Luka Modrić ( Real Madrid) Toni Kroos ( Real Madrid) Andrés Iniesta ( FC Barcelone)                                        | Luis Suárez ( FC Barcelone) Lionel Messi ( FC Barcelone) Cristiano Ronaldo ( Real Madrid)                                                          |
| 2017  | Gianluigi Buffon ( Juventus)                | Daniel Alves ( Paris Saint-Germain) Sergio Ramos ( Real Madrid) Leonardo Bonucci ( AC Milan) Marcelo ( Real Madrid)                | Luka Modrić ( Real Madrid) Toni Kroos ( Real Madrid) Andrés Iniesta ( FC Barcelone)                                        | Neymar ( Paris Saint-Germain) Lionel Messi ( FC Barcelone) Cristiano Ronaldo ( Real Madrid)                                                        |
| 2018  | David de Gea ( Manchester United)           | Daniel Alves ( Paris Saint-Germain) Sergio Ramos ( Real Madrid) Raphael Varane ( Real Madrid) Marcelo ( Real Madrid)               | Luka Modrić ( Real Madrid) N'Golo Kanté ( Chelsea) Eden Hazard ( Chelsea)                                                  | Kylian Mbappé ( Paris Saint-Germain) Lionel Messi ( FC Barcelone) Cristiano Ronaldo ( Juventus)                                                    |
| 2019  | Alisson Becker ( Liverpool FC)              | Matthijs de Ligt ( Juventus) Sergio Ramos ( Real Madrid) Virgil van Dijk ( Liverpool FC) Marcelo ( Real Madrid)                    | Luka Modrić ( Real Madrid) Frenkie de Jong ( FC Barcelone) Eden Hazard ( Real Madrid)                                      | Kylian Mbappé ( Paris Saint-Germain) Lionel Messi ( FC Barcelone) Cristiano Ronaldo ( Juventus)                                                    |
| 2020  | Alisson Becker ( Liverpool FC)              | Trent Alexander-Arnold ( Liverpool FC) Sergio Ramos ( Real Madrid) Virgil van Dijk ( Liverpool FC) Alphonso Davies ( Bayern Munich | Kevin De Bruyne ( Manchester City) Thiago Alcántara ( Liverpool FC) Joshua Kimmich ( Bayern Munich                         | Robert Lewandowski ( Bayern Munich) Lionel Messi ( FC Barcelone) Cristiano Ronaldo ( Juventus)                                                     |
| 2021  | Gianluigi Donnarumma ( Paris Saint-Germain) | David Alaba ( Real Madrid) Leonardo Bonucci ( Juventus) Rúben Dias ( Manchester City)                                              | Kevin De Bruyne ( Manchester City) N'Golo Kanté ( Chelsea) Jorginho ( Chelsea)                                             | Cristiano Ronaldo ( Manchester United) Robert Lewandowski ( Bayern Munich) Erling Haaland ( Borussia Dortmund) Lionel Messi ( Paris Saint-Germain) |
| 2022  | Thibaut Courtois ( Real Madrid)             | Achraf Hakimi ( Paris Saint-Germain) Virgil van Dijk ( Liverpool) João Cancelo ( Bayern Munich)                                    | Kevin De Bruyne ( Manchester City) Casemiro ( Manchester United) Luka Modrić ( Real Madrid)                                | Kylian Mbappé ( Paris Saint-Germain) Erling Haaland ( Manchester City) Karim Benzema ( Real Madrid) Lionel Messi ( Paris Saint-Germain)            |
| 2023  | Thibaut Courtois ( Real Madrid)             | Kyle Walker ( Manchester City) John Stones ( Manchester City) Rúben Dias ( Manchester City)                                        | Bernardo Silva ( Manchester City) Jude Bellingham ( Real Madrid) Kevin De Bruyne ( Manchester City)                        | Lionel Messi ( Paris Saint-Germain) Kylian Mbappe ( Paris Saint-Germain) Erling Haaland ( Manchester City) Vinícius Júnior ( Real Madrid)          |
| 2024  | Emiliano Martinez ( Aston Villa)            | Dani Carvajal ( Real Madrid) Antonio Rüdiger ( Real Madrid) Rúben Dias ( Manchester City) William Saliba ( Arsenal)                | Rodri ( Manchester City) Jude Bellingham ( Real Madrid) Toni Kroos ( Real Madrid)                                          | Lamine Yamal ( FC Barcelone) Erling Haaland ( Manchester City) Vinícius Júnior ( Real Madrid)                                                      |

## FIFA FIFPro Women's World11

### FIFPro Women's World XI

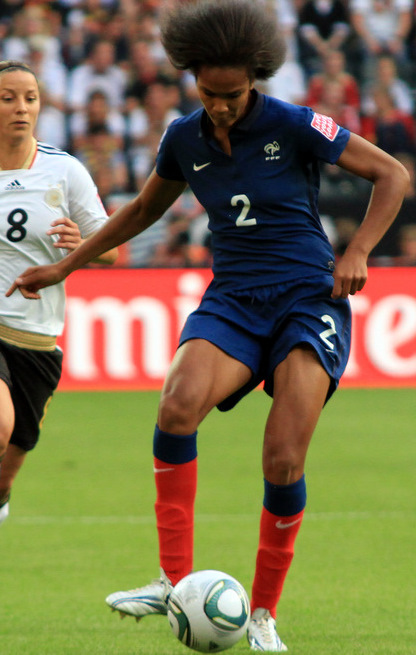
La joueuse française Wendie Renard est la seule à compter sept apparitions dans le FIFPro Women's World XI, et la seule à figurer dans tous les FIFPro Women's World XI depuis leur création.

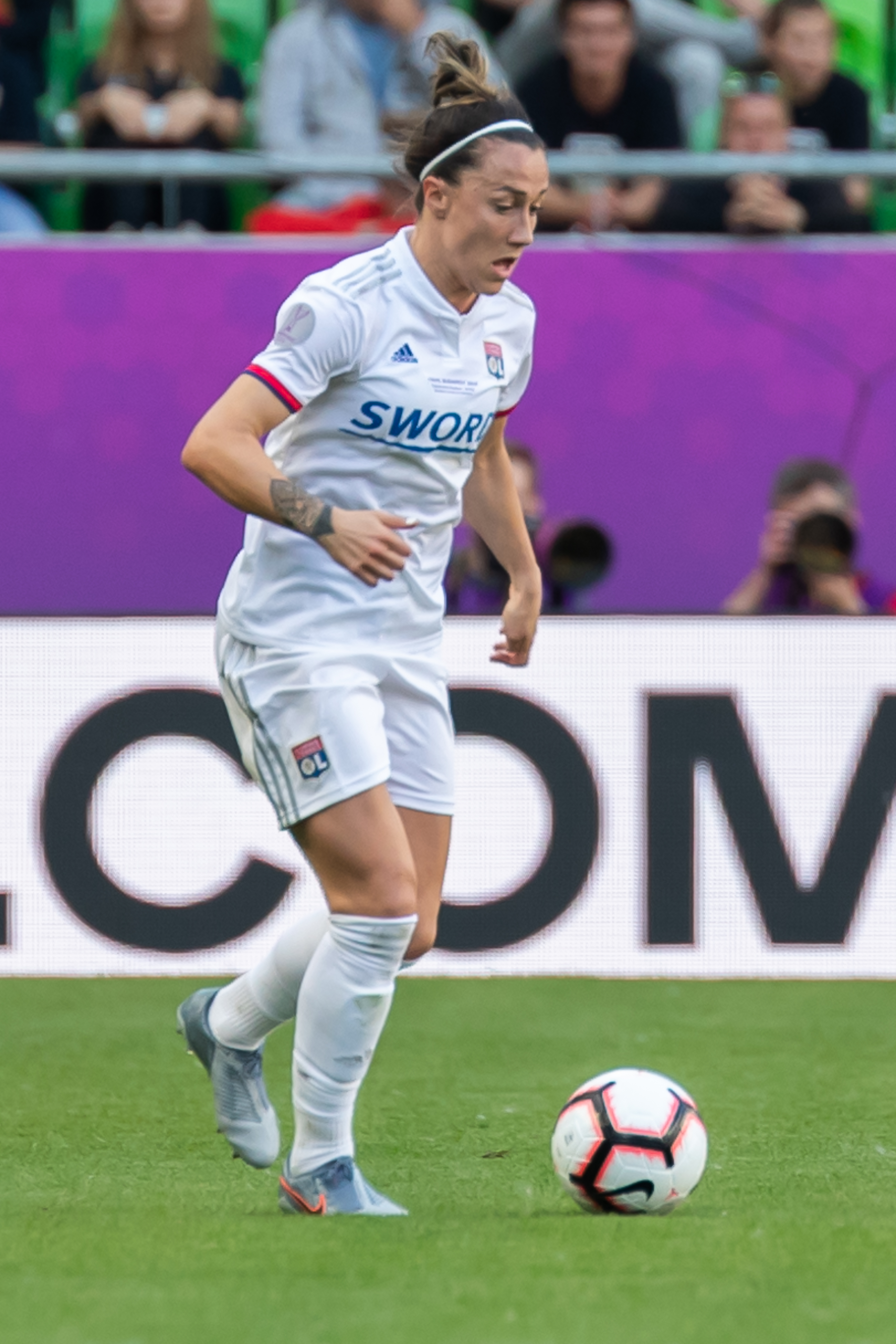
Lucy Bronze qui est la joueuse qui a reçu le plus de votes pour sa saison 2019-2020 à l'OL.

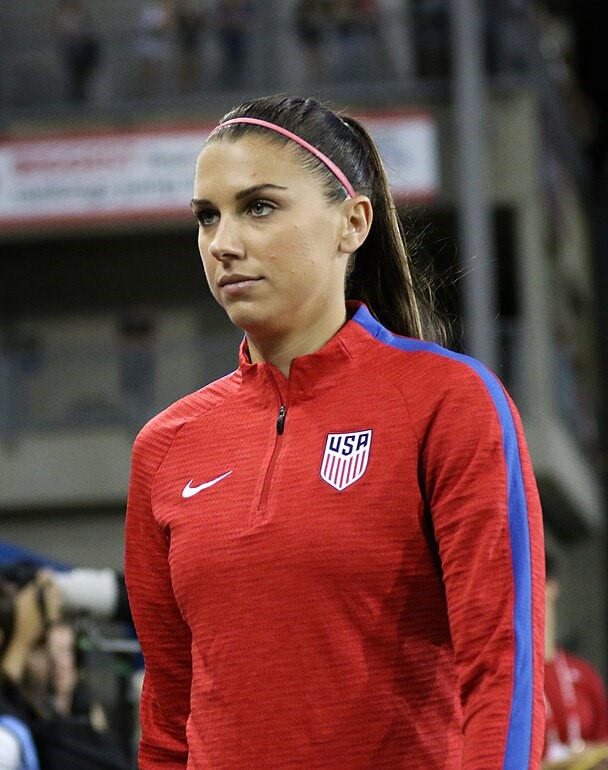
Alex Morgan et Lucy Bronze ont toutes les deux été nommées 5 fois dans le FIFPro Women's World XI.

| Season | Goalkeeper                               | Defenders | Midfielders | Forwards |
| ------ | ---------------------------------------- | --- | --- | --- |
| 2015   | Hope Solo (Seattle)                      | Wendie Renard (Ol. Lyonnais) Meghan Klingenberg (Houston Dash) Kadeisha Buchanan (West Virginia) Julie Johnston (Chicago Red Stars) | Carli Lloyd (Houston Dash) Amandine Henry (Ol. Lyonnais) Aya Miyama (Okayama)                                      | Célia Šašić (FFC Francfort) Eugénie Le Sommer (Ol. Lyonnais) Anja Mittag (Paris Saint-Germain)                     |
| 2016   | Hope Solo (Agent libre)                  | Ali Krieger (Orlando Pride) Wendie Renard (Ol. Lyonnais) Nilla Fischer (VfL Wolfsburg) Leonie Maier (Bayern Munich)                 | Marta (FC Rosengård) Carli Lloyd (Manchester City) Dzsenifer Marozsán (Ol. Lyonnais)                               | Eugénie Le Sommer (Ol. Lyonnais) Ada Hegerberg (Ol. Lyonnais) Alex Morgan (Ol. Lyonnais)                           |
| 2017   | Hedvig Lindahl (Chelsea)                 | Lucy Bronze (Ol. Lyonnais) Wendie Renard (Ol. Lyonnais) Nilla Fischer (VfL Wolfsburg) Irene Paredes (Paris Saint-Germain)           | Marta (Orlando Pride) Camille Abily (Ol. Lyonnais) Dzsenifer Marozsán (Ol. Lyonnais)                               | Pernille Harder (VfL Wolfsburg) Alex Morgan (Orlando Pride) Lieke Martens (FC Barcelone)                           |
| 2019   | Sari van Veenendaal (Atletico de Madrid) | Lucy Bronze (Ol. Lyonnais) Wendie Renard (Ol. Lyonnais) Kelley O'Hara (Utah Royals Nilla Fischer (Linköpings FC)                    | Amandine Henry (Ol. Lyonnais) Rose Lavelle (Washington Spirit) Julie Ertz (Chicago Red Stars)                      | Alex Morgan (Orlando Pride) Marta (Orlando Pride) Megan Rapinoe (OL Reign)                                         |
| 2020   | Christiane Endler (Paris Saint-Germain)  | Lucy Bronze (Ol. Lyonnais) Wendie Renard (Ol. Lyonnais) Millie Bright (Chelsea)                                                     | Delphine Cascarino (Ol. Lyonnais) Barbara Bonansea (Juventus) Vero Boquete (Utah Royals)                           | Pernille Harder (Chelsea) Vivianne Miedema (Arsenal) Tobin Heath (Manchester United) Megan Rapinoe (OL Reign)      |
| 2021   | Christiane Endler (Ol. Lyonnais)         | Lucy Bronze (Manchester City) Wendie Renard (Ol. Lyonnais) Millie Bright (Chelsea) Magdalena Eriksson (Chelsea)                     | Carli Lloyd (Gotham) Barbara Bonansea (Juventus) Estefanía Banini (Atlético de Madrid)                             | Vivianne Miedema (Arsenal) Alex Morgan (Orlando Pride) Marta (Orlando Pride)                                       |
| 2022   | Christiane Endler (Ol. Lyonnais)         | Lucy Bronze (Manchester City , FC Barcelone ) Wendie Renard (Ol. Lyonnais) Leah Williamson (Arsenal) Mapi León (FC Barcelone)       | Lena Oberdorf (Wolfsburg) Alexia Putellas (FC Barcelone) Keira Walsh (Manchester City , FC Barcelone)              | Beth Mead (Arsenal) Alex Morgan (Orlando Pride) Sam Kerr (Chelsea)                                                 |
| 2023   | Mary Earps (Manchester United)           | Lucy Bronze (FC Barcelone) Olga Carmona (Real Madrid) Alex Greenwood (Manchester City)                                              | Ella Toone (Manchester United) Aitana Bonmati (FC Barcelone) Keira Walsh (FC Barcelone)                            | Lauren James (Chelsea) Alex Morgan (San Diego Wave) Sam Kerr (Chelsea) Alessia Russo (Manchester United / Arsenal) |
| 2024   | Alyssa Naeher (Chicago Red Stars)        | Lucy Bronze (FC Barcelone / Chelsea) Naomi Girma (San Diego Wave) Irene Paredes (FC Barcelone) Ona Batlle (FC Barcelone)            | Gabi Portilho (Corinthians) Aitana Bonmati (FC Barcelone) Patri Guijarro (FC Barcelone) Lindsey Horan (O.Lyonnais) | Caroline Graham Hansen (FC Barcelone) Salma Paralluelo (FC Barcelone)                                              |